# Chirinka

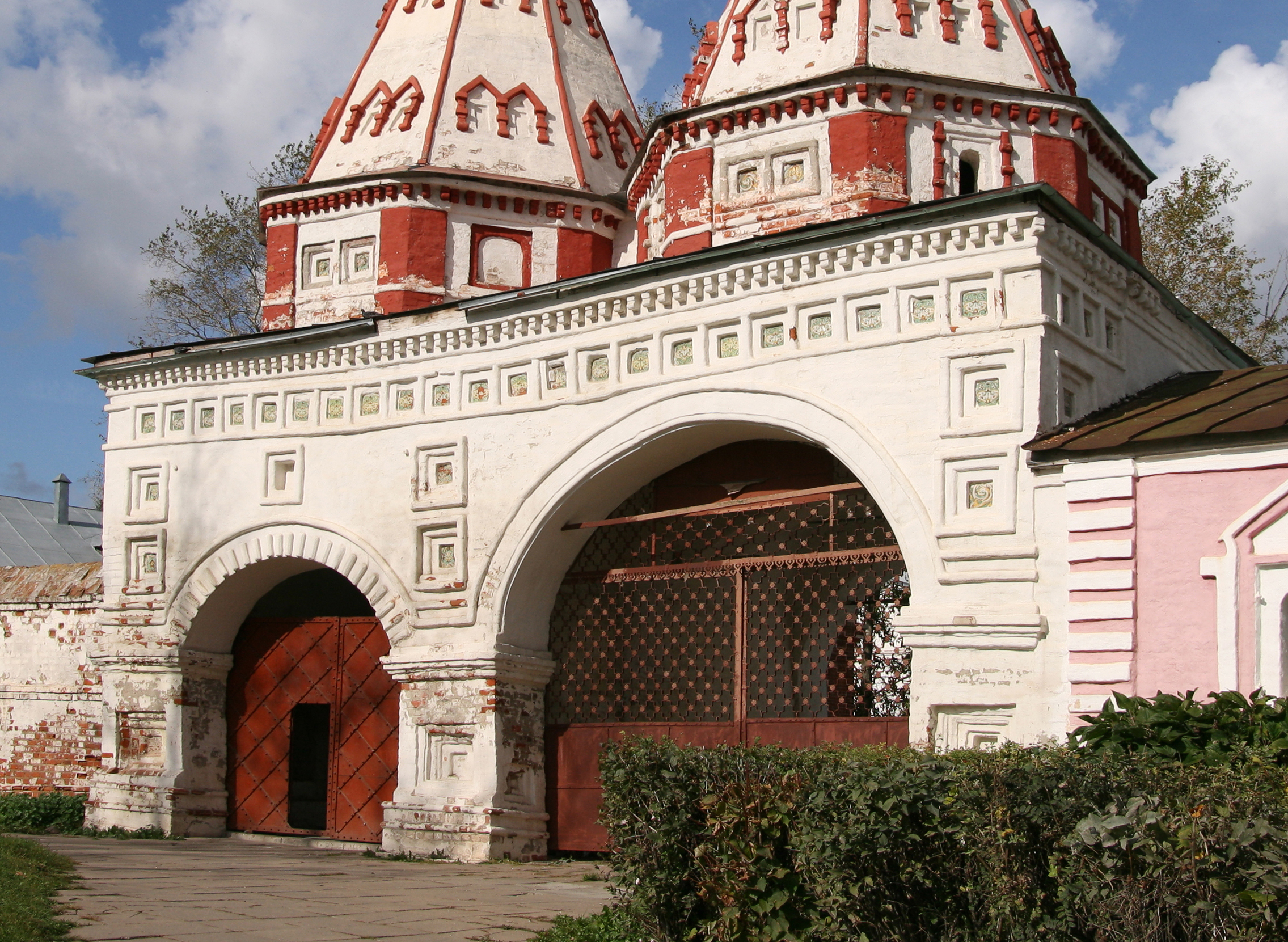
Les Saintes Portes du monastère de la Déposition-de-la-robe-de-la-Vierge à Souzdal. Les chirinki avec leurs carreaux de faïence sont disposées sur une ceinture le long du bord supérieur, par paires, et isolées en bas des piliers.

Une chirinka (au pluriel : chirinki) (en russe : Ширинка) est une espèce de caisson, utilisé fréquemment dans l'architecture russe des XVIe et XVIIe siècles comme élément décoratif, qui se présente comme un carré ou un rectangle évidé dans un mur, à l'intérieur duquel est parfois placé un bas-relief décoratif ou de la céramique. Il est utilisé pour la finition extérieure de bâtiments en pierre.